# Euchlaena
Euchlaena is een geslacht van vlinders van de familie spanners (Geometridae), uit de onderfamilie Ennominae.

## Soorten
- E. amoenaria Guenée, 1857
- E. aniliaria Herrich-Schäffer, 1856
- E. argillaria Hulst, 1886
- E. astylusaria Walker, 1860
- E. deplanaria Walker, 1862
- E. detractaria Barnes & McDunnough, 1916
- E. effecta Walker, 1860
- E. falcata Packard, 1874
- E. galbanaria Hulst, 1886
- E. imitata Maassen, 1890
- E. irraria Barnes & McDunnough, 1916
- E. johnsonaria Fitch, 1853
- E. madusaria Walker, 1860
- E. manubiaria Hulst, 1886
- E. marginaria Minot, 1869
- E. milnei McDunnough, 1945
- E. mollisaria Hulst, 1886
- E. obtusaria Hübner, 180, 1813
- E. pectinaria Denis & Schiffermüller, 1776
- E. serrata Drury, 1770
- E. silacea Rindge, 1958
- E. tigrinaria Guenée, 1858
- E. undularia Dyar, 1910